# Šáša Krusty je zrušen – Šáša Krusty má padáka
Šáša Krusty je zrušen – Šáša Krusty má padáka (v anglickém originále Krusty Gets Kancelled) je 22. díl 4. řady (celkem 81.) amerického animovaného seriálu Simpsonovi. Scénář napsal John Swartzwelder a díl režíroval David Silverman. V USA měl premiéru dne 13. května 1993 na stanici Fox Broadcasting Company a v Česku byl poprvé vysílán 6. ledna 1995 na stanici ČT1.

## Děj
Jednoho odpoledne uvidí Homer a Bart při sledování televize velmi rušivou reklamu na něco jménem „Gabbo“; tím začíná virální marketingová kampaň, kdy si celý Springfield není jistý, co „Gabbo“ vlastně je. Nakonec se ukáže, že Gabbo je břichomluvecká figurína. Břichomluvec Arthur Crandall oznámí, že Gabbův nový pořad bude vysílán v přímé konkurenci zavedené Krustyho klaunské show každé odpoledne v 16.00. Gabbo okamžitě okouzlí zamýšlené publikum. Krusty přísahá, že se bude bránit, ale proti Gabbově taktice nemůže uspět. Krusty vyzkouší vlastní figurínu, ale její příšerný vzhled a špatný stav odradí mnoho dětí v publiku. Aby toho nebylo málo, Itchy a Scratchy se přestěhovali do Gabbova pořadu, což Krustyho donutí místo toho promítat nepochopitelný východoevropský komunistický animovaný film z dob studené války s názvem Dělník a parazit. Nakonec se Krustyho sledovanost dostane na samé dno a jeho pořad je zrušen. 
Krusty zůstává bez práce a peněz (což v díle Je Šáša vinen? zmiňuje jeho bývalý společník Levák Bob) a prožívá těžké časy, začínaje trpět depresemi. Bart a Líza, na které Gabbo neudělal dojem, se rozhodnou Krustymu pomoci. Bart se vplíží do studia a tajně nahraje Gabba, jak nehezky mluví o springfieldských dětech, což poškodí jeho pověst. Poté, co Krustyho navštíví a uvidí jeho fotografie s řadou slavných přátel, navrhnou mu Bart a Líza, aby uspořádal speciální comeback. Začínají shánět významné celebrity, které by v Krustyho speciálu vystoupily: Bette Midlerovou, Johnnyho Carsona, Red Hot Chili Peppers, Hugha Hefnera a Luka Perryho. Pokusí se také získat Elizabeth Taylorovou, ale její agent odmítne pozvání dřív, než s ní stihnou promluvit. Bart a Líza pak pomáhají Krustymu dostat se před vysíláním speciálu zpět do formy, protože ztloustnul pitím dietních kokakol. Krusty se snaží zlákat svého bývalého partnera Mela, který nyní pracuje v restauraci rychlého občerstvení, aby se k němu pro speciál o návratu připojil, ale Mel odmítne kvůli fyzickému týrání, kterému ho Krusty vystavil. 
Krustyho comebackový speciál obsahuje jeho překvapivé shledání s Melem, Perryho vystřeleného z děla, The Red Hot Chili Peppers zpívající „Give It Away“ ve spodním prádle, Carsona zvedajícího nad hlavu Buick Skylark z roku 1987, Hefnera hrajícího „Peter and the Wolf“ na skleněnou harfu a Krustyho a Midlerovou zpívající „Wind Beneath My Wings“. Pořad má velký úspěch a Krustyho kariéra se vrací na správnou cestu. Taylorová si doma při sledování speciálu posteskne, že by měla vyhodit svého agenta. Poté se všichni vydají do Vočkovy hospody na afterparty, kde si připijí na Krustyho a sledují Carsona, jak hraje na harmoniku a přitom balancuje na lavičce, na hlavě s dědečkem a Jasperem.

## Produkce
S nápadem zrušit Klaunskou show Krustyho přišel scenárista John Swartzwelder. Zbytek scenáristů se rozhodl, že to bude příležitost, jak do seriálu zapojit skupinu hostujících celebrit. Rok předtím natočili podobný díl s názvem Homer na pálce (v němž účinkovalo devět hráčů Major League Baseball) a doufali, že napodobí její úspěch. V té době měli scenáristé seznam celebrit, které chtěly v pořadu hostovat, a rozhodli se využít tuto epizodu k tomu, aby některé z nich propálili. Výkonný producent Mike Reiss však epizodu popsal jako „noční můru“, protože několik hostů na poslední chvíli odřeklo a scénář se musel několikrát měnit. Jedním z cílů dílu bylo, aby v dílu vystoupil bývalý prezident Spojených států. Pro každého tehdy žijícího exprezidenta (Richarda Nixona, Geralda Forda, Jimmyho Cartera a Ronalda Reagana) napsali „velmi uctivé, ale roztomilé“ role, ale všichni je odmítli, pouze posledně jmenovaný reagoval a poslal zdvořile formulovanou odpověď.
Všechny hostující hvězdy byly natáčeny po dobu několika měsíců. Jedním z cílů scenáristů bylo získat pro vystoupení hudební skupinu, ale několik interpretů, včetně The Rolling Stones a Wynonny Juddové, odmítlo (ačkoli Stoni se nakonec objevili ve 14. řadě v díle Homerova rock'n'rollová brnkačka). The Red Hot Chili Peppers nakonec nabídku přijali a režíroval je George Meyer, který jim řekl, aby mnoho svých replik udělali podle libosti. Celebritní aspekt dílu byl téměř zrušen, protože producenti nebyli schopni získat závazek před termínem natáčení. V epizodě se objevil Johnny Carson a bylo to jedno z mála jeho televizních vystoupení po odchodu z The Tonight Show. Své repliky nahrál v noci po 44. ročníku udílení cen Primetime Emmy. Původní role, která byla Carsonovi nabídnuta, byla ta, ve které navštívil dům rodiny Simpsonových a vybíral od nich peníze. Carsonovi se tato role zdála příliš ponižující, a tak se místo toho scenáristé vydali opačnou cestou a vykreslili ho jako nesmírně všestranného a nadaného. Podmínkou Bette Midlerové pro hostování bylo, že pořad bude propagovat její kampaň proti znečišťování odpadky. Elizabeth Taylorová hostovala jako ona sama a ve stejný den nahrála také roli Maggie v Lízině prvním slově. Luke Perry byl jednou z prvních hostujících hvězd, které se svými rolemi souhlasily. Dabéři Julie Kavnerová a Harry Shearer se proti cameím celebrit v epizodě důrazně ohradili, považovali je za nevkusné, což vedlo Kavnerovou k jejímu úplnému bojkotu; v důsledku toho je tento díl jedinou epizodou seriálu, v níž Marge nemá žádnou mluvenou roli.
Krátký kreslený vtip Dělník a parazit je odkazem na sovětské karikatury a sovětskou propagandu uctívající dělnickou třídu proti těm, kteří jsou považováni za odpad společnosti. Při výrobě animace režisér David Silverman vytvořil několik kreseb pomocí xerografie a animace byla velmi trhaná. Scéna, ve které Krusty zpívá „Send in the Clowns“, byla pro animátory velmi složitá, protože zahrnuje dva záběry stejné scény z různých úhlů. Části této scény animoval Brad Bird.

## Kulturní odkazy
V dílu je parodována píseň Franka Sinatry „Send in the Clowns“ z alba Ol' Blue Eyes Is Back z roku 1973 a Krusty zpívá její pozměněný text. Jméno Gabbo pochází z filmu Velký Gabbo z roku 1929. Původně byl navržen jako hranatější, ale druhý návrh byl vytvořen jako „dementní Howdy Doody“. Jeho hlas byl založen na Jerrym Lewisovi. Gabbův lapsus v éteru vychází z rozšířené městské legendy, která tvrdí, že moderátor dětského rozhlasového nebo televizního pořadu, často označovaný jako strýček Don, pronesl na konci pořadu urážlivou poznámku o dětských divácích, aniž by si uvědomil, že je stále ve vysílání. Pasáž s Gabbovou písní obsahuje několik odkazů na film Pinocchio z roku 1940. Krusty zmiňuje, že porazil Joeyho Bishopa. Bishop byl bavič, jenž měl vlastní pořad The Joey Bishop Show, který běžel naproti pořadu The Tonight Show Starring Johnny Carson. Serenáda Bette Midlerové pro Krustyho je odkazem na způsob, jakým Bette zpívala Johnnymu Carsonovi v předposlední epizodě jeho show. Scéna, v níž Krusty instruuje The Red Hot Chili Peppers, aby změnili text písně „Give It Away“, je odkazem na Eda Sullivana, jenž instruoval The Doors, aby změnili text písně „Light My Fire“. Pózy The Red Hot Chili Peppers ve scéně vycházejí z filmu The Doors. Flea, baskytarista skupiny The Red Hot Chili Peppers, je během představení písně „Give It Away“ nevhodně viděn, jak hraje na kytaru. Několik scén v Krustyho speciálu vychází z filmu Elvis Presley's '68 Comeback Special. Hudební skladba, kterou Hugh Hefner hraje na skleničky s vínem, je z díla „Peter and the Wolf“ a složil ji Sergej Prokofjev.

## Přijetí
V původním vysílání skončil díl v týdnu od 10. do 16. května 1993 na 24. místě v žebříčku sledovanosti s ratingem Nielsenu 12,3, což odpovídá přibližně 11,5 milionu domácností. Byl to nejlépe hodnocený pořad na stanici Fox v tomto týdnu, který porazil pořad Ženatý se závazky.
V roce 1997 označil TV Guide díl za druhou nejlepší epizodu Simpsonových a 66. nejlepší televizní epizodu a v roce 1998 ji zařadil na seznam 12 nejlepších epizod a uvedl: „Fanoušci Simpsonových dostanou hvězdně obsazeného strážce, který svým zvráceným způsobem odráží čistou víru a dobrotu, jež jsou jádrem každé klasické dětské pohádky.“.
V roce 2006 se Bette Midlerová, Hugh Hefner, Johnny Carson, Luke Perry a The Red Hot Chili Peppers umístili na čtvrtém místě seznamu nejlepších hostujících hvězd Simpsonových, který sestavil server IGN. Všichni se také objevili na seznamu 25 nejoblíbenějších hostujících hvězd Simpsonových, který sestavil server AOL.V roce 2007 časopis Vanity Fair označil díl za 9. nejlepší epizodu Simpsonových. John Ortved se domníval, že „toto je Krustyho nejlepší díl – lepší než shledání s jeho otcem nebo epizoda s bar micva, která získala Emmy mnohem později. Zapojení hostujících hvězd do role sebe sama je špičkové a můžeme vidět opravdu temnou stránku Krustyho rozbíhající se kariéry v showbyznysu. Hollywood, televize, celebrity a fanoušci jsou zde krásně zpochybněni.“.
Brien Murphy z Abilene Reporter-News zařadil díl mezi své tři nejoblíbenější epizody Simpsonových, spolu s Cenou smíchu a Simpsonovými. Jim Schembri z The Age sice epizodu zařadil mezi svých deset nejlepších epizod seriálu, ale zároveň poznamenal: „Bohužel to předznamenalo začátek posedlosti seriálu hvězdnými camei.“. Článek v Herald Sun zařadil epizodu mezi 20 nejlepších dílu Simpsonových a jako vrchol dílu charakterizoval „pohled na Krustyho chabý pokus bránit se vlastní hrůzostrašnou břichomluveckou panenkou, která se mu v přímém přenosu rozpadne na kolena“. V roce 2009 byla epizoda označena za 24. nejlepší televizní díl všech dob.
V článku o vydání DVD z roku 2003 v deníku The Independent byla epizoda vyzdvižena spolu s díly Dojezdy pro hvězdy, Líza bortí mýty, Spasitel zabijákem, Zvrhlík Homer a Dědeček versus sexuální ochablost. Andrew Pulver z deníku The Guardian v roce 2004 v recenzi vydání 4. řady Simpsonových na DVD vyzdvihl epizody Vzhůru na prázdniny a Šáša Krusty je zrušen – Šáša Krusty má padáka jako součást „televizního umění na vrcholu“. Mike Clark z USA Today rovněž vyzdvihl dva zmíněné díly jako lepší epizody řady spolu s Tramvají do stanice Marge a Lízou královnou krásy.
Jen Chaneyová z The Washington Post označila díly Tramvaj do stanice Marge, Pan Pluhař, Marge versus jednokolejka a Šáša Krusty je zrušen – Šáša Krusty má padáka za „klenoty“ 4. série Simpsonových. Spence Kettlewell z The Toronto Star označil díly 4. řady Šáša Krusty je zrušen – Šáša Krusty má padáka, Vzhůru na prázdniny, Pan Pluhař a Svatého Valentýna za „jedny z nejlepších epizod“ seriálu.
Forrest Hartman z Reno Gazette-Journal napsal, že velký počet vystoupení celebrit ubírá epizodě na kvalitě, a komentoval to slovy: „V seriálu se objevilo mnoho celebrit. Výsledkem je nudná změť scén s Bette Midlerovou, Johnnym Carsonem, The Red Hot Chili Peppers a dalšími, kde se máme smát jen proto, že slavní lidé komunikují s Krustym.“. Díl je jedním ze tří nejoblíbenějších epizod spoluproducenta Tima Longa, včetně Představují se Itchy, Scratchy a Poochie a Rozdělený Milhouse.
V roce 2000 byla epizoda vydána jako součást boxu společnosti Twentieth Century Fox The Simpsons Go Hollywood, který připomínal 10. výročí Simpsonových a obsahoval „některé z nejlepších parodií na filmy a televizní pořady“. Epizoda byla zahrnuta do vydání The Simpsons Classics na DVD z roku 2003, které vydala společnost 20th Century Fox Home Entertainment.